# RAABE KLETT Oktatási Tanácsadó és Kiadó Kft.
A RAABE KLETT Oktatási Tanácsadó és Kiadó Kft. 2014-ben jött létre, a Raabe Kiadó és a Klett Kiadó egyesülésével. A Klett elsősorban nyelvkönyvekkel foglalkozott, míg a Raabe a magyarországi információs könyvkiadók egyike 1992 óta.  A Raabe Klett Kiadó a németországi Klett-csoport (Ernst Klett Verlag) tagja. Kiadványainak sorában pedagógiai és közoktatási kézikönyveket, valamint nyelvkönyveket találunk. Mára jelentőssé vált a kiadó képzési és tanácsadási tevékenysége is.

## Tevékenységi köre
A Raabe Klett Kiadó egyfelől cserelapos kézikönyveket, szaklapokat és CD-kiadványokat ad ki. Jogi témái a közoktatási intézmények vezetőinek, pedagógiai témái pedig pedagógusoknak (óvodapedagógusok, tanítók, tanárok) szólnak. Másfelől számos nyelvkönyvet, továbbá tanulóknak szóló oktatási segédkönyveket fejleszt és forgalmaz. A Raabe- és a Klett-könyveken túl a Raabe Klett Kiadó adja ki Magyarországon a PONS-, a difusión-, valamint az EMDL- és MRO-kiadványokat is.
RAABE KLETT Oktatási Tanácsadó és Kiadó Kft. ma már nemcsak könyvkiadással foglalkozik. Nagyszámú képzést, továbbképzést és szakmai rendezvényt szervez óvodapedagógusoknak, pedagógusoknak, továbbá iskola- illetve óvodavezetőknek, valamint tanácsadást tart oktatási intézményeknek számos témakörben, akár EU-s pályázatok keretein belül is.
A Raabe Klett Kiadó szakmai információs weboldalakat is üzemeltet óvónők és oktatási intézmények vezetői számára.

## Története
1948-ban Dr. Josef Raabe egy információs szolgáltatást indított a németországi főiskolák számára. 1964-ben elindult a Deutsche Universitätszeitung (DUZ; Német Egyetemi Folyóirat). Az első Raabe kiadványok 1992-ben jelentek meg Németországban. A Raabits nevet viselő kiadványsorozat szaktanároknak készült, és módszertani ismeretekkel szolgált. 1992-ben Magyarországon, 1996-ban Csehországban és Lengyelországban, majd később Bulgáriában és Szlovákiában kezdték meg működésüket a Raabe csoport leányvállalatai. Az első magyar nyelvű kiadvány 1993-ban jelent meg.
A kiadó 2011-ben megvette a 2004-ben alapított MRO História Könyvkiadót, s ezzel tankönyvek és tanulóknak szóló segédkönyvek is a portfóliójába kerültek.
A magyarországi Klett Kiadó 1992-ben jött létre. mint az Európa-szerte ismert Klett-csoport magyarországi leányvállalata. Fő profilja, az iskolai és önálló nyelvtanulást támogató nyelvkönyvek fejlesztése, illetve kiadása mellett közoktatási tankönyvek is szerepeltek portfóliójában.
2014. július 29-én a Klett Kiadó Könyvkiadó Kft. egyesült a Raabe Tanácsadó és Kiadó Kft.-vel. A cég  neve ettől az időponttól kezdve lett RAABE KLETT Oktatási Tanácsadó és Kiadó Kft., röviden Raabe Klett Kiadó.
A Raabe Klett Kiadó a Klett-csoport tagja. A Klett-csoport több mint 13 ország a nyelvkönyvkiadói és tankönyvkiadói piacán van jelen termékeivel.

## Külső hivatkozások
- A RAABE KLETT Oktatási Tanácsadó és Kiadó Kft. weboldala
- A magyarországi Raabe Kiadó weboldala
- A magyarországi Klett Kiadó weboldala
- A magyarországi PONS weboldala
- Felvesznek.hu
- http://ovonok.hu/